# 颱風杰拉華 (2000年)
颱風杰拉華（英語：Typhoon Jelawat，國際編號：0008，聯合颱風警報中心：13W）為2000年太平洋颱風季第八個被命名的風暴。「杰拉華」一名由馬來西亞提供，又名蘇丹魚，屬於淡水鯉魚類，常見於大河流裏，味道可口，廣受食家歡迎。

## 發展過程
7月31日UTC18時，一熱帶低氣壓在南鳥島南部海面上生成。向西移動。8月1日UTC12時，該熱帶低氣壓迅速增強為熱帶風暴，並命名為杰拉華。8月2日UTC0時，杰拉華增強為颱風。往西北偏西成向移動，8月3日UTC0時，杰拉華在馬里亞納群島北部達到顛峰，風眼十分圓和大，直徑約為100公里，最高持續風速為85kt。杰拉華以颱風的強度向西移動了幾天，並在8月6日UTC3時，橫過北大東島以北海域。然後，杰拉華轉為向西北方向移動。8月8日凌晨，杰拉華橫過沖繩以北海域，進入東海，開始減弱。8月10日於浙江省寧波市象山縣石浦鎮附近登陸，UTC6時，杰拉華減弱為強烈熱帶風暴，繼續向內陸推進。UTC12時，杰拉華減弱為熱帶風暴。UTC18時，杰拉華減弱為熱帶低氣壓。8月12日18時，完全消散。

## 影響

### 日本
杰拉華在8月8日橫過沖繩島以北海域，導致該處約20000戶的電力供應受到中斷。

### 中国大陆
在浙江，杰拉華造成輕微交通阻塞及吹毀一些農作物。

## 外部連結
- （日語）http://www.jma.go.jp/ （页面存档备份，存于） 日本氣象廳首頁
- （英文）http://www.usno.navy.mil/JTWC/ （页面存档备份，存于） 聯合颱風警報中心首頁
- （简体中文）https://web.archive.org/web/20120928121548/http://www.nmc.gov.cn/ 中央氣象台首頁
- （繁體中文）http://www.cwb.gov.tw/ （页面存档备份，存于） 中央氣象局首頁
- （繁體中文）http://www.hko.gov.hk/ （页面存档备份，存于） 香港天文台首頁
- （繁體中文）http://www.smg.gov.mo/ （页面存档备份，存于） 澳門地球物理暨氣象局首頁
- “海葵”来袭，宁波进入紧急防御状态--宁波腾业化工物流有限公司 （页面存档备份，存于）